# Jestem wszystkim czego chcesz
Jestem wszystkim czego chcesz – singel Krzysztofa "K.A.S.Y." Kasowskiego wydany w styczniu 2002 nakładem BMG Poland i Frontline Music.
Pierwotnie album miał promować nowy, piąty album artysty, jednak na niej się nie znalazł. Utwór można było jednak znaleźć na różnych składankach.

## Lista utworów
Opracowano na podstawie materiału źródłowego
1. Jestem wszystkim czego chcesz (radio edit) – 3:33
2. Jestem wszystkim czego chcesz (album version) – 4:00
3. Jestem wszystkim czego chcesz (instrumental) – 3:33
4. Jestem wszystkim czego chcesz (Samba de Rua Mix) – 4:02
5. Jestem wszystkim czego chcesz (Alemão Mix) – 3:33
6. Jestem wszystkim czego chcesz (A Capella) – 3:48
7. Zapowiedź – 0:39
8. Samba de Żuleiro – 2:04

## Twórcy
- Krzysztof Kasowski – śpiew, muzyka, teksty, instrumenty
- Grzegorz "Olo" Detka – inżynier dźwięku
- Jacek Gawłowski – mastering
- Izabela Janicka-Jończyk – menadżerka
- Roman Gajewski – projekt okładki